# 13.º Jamboree Mundial Escoteiro
O 13.º Jamboree Mundial Escoteiro (第13回世界スカウトジャンボリー, dai-jūsan-kai sekai sukauto jamborii)  foi realizado de 2 a 10 de agosto de 1971, nas Colinas Asagiri, no lado oeste do Monte Fuji, em Fujinomiya, Japão, a aproximadamente 80 milhas sudoeste de Tóquio.
O Jamboree foi interrompido pelo tufão Olive, no qual 16.000 dos escoteiros participantes foram evacuados para abrigos no campo por 48 horas.
O local do Jamboree era servido do sul pela Rodovia Nacional 139 do Japão e por um pedágio de Fujinomiya. Os escoteiros que chegavam foram recebidos no Aeroporto Internacional de Haneda, em Tóquio, e transportados de ônibus para o local do Jamboree, ou para a Vila Olímpica de Tóquio como uma parada intermediária.
O próprio local cobria uma área de Banco de areia gramado de cerca de 4 km2, ligeiramente inclinado de leste a oeste. A sede do Acampamento Jamboree, Subcampo # 11 Chūō, no centro do local, tinha uma forma aproximadamente retangular. As instalações médicas do Jamboree eram operadas pelo Exército e pela Força Aérea dos Estados Unidos. Outras instalações do Jamboree eram um centro de serviços Skill-o-Rama e Exposições e um grande posto comercial.
Nos primeiros dias do jamboree, os escoteiros jogavam um "jogo amplo" em que cada escoteiro recebia um hiragana em um cartão colorido usado no pescoço. A um sinal, os escoteiros se espalhavam pelo local do jamboree em busca de outros personagens que explicassem o tema do jamboree, 'Para a compreensão' - não há dois cartões de personagem da mesma cor. Os escoteiros que realizaram essa façanha seguiram para uma estação para que seus cartões fossem validados com um selo.